# إبراهيم بن إسماعيل بن مجمع
إبراهيم بن إسماعيل بن يزيد ابن مجمع بن جارية الأنصاري، أبو إسحاق المدني، ابن عمه مجمع بن يعقوب بن مجمع، وعمه يعقوب بن مجمع.

## أقوالالجرح والتعديل
- قال عباس الدوري، عن يحيى بن معين: ضعيف ليس بشئ.[1]
- ذكره الدارقطني في كتاب الضعفاء والمتروكين.[3]
- قال إسحاق بن منصور عن يحيى بن معين: لا شيء.[1]
- قال أبو زرعة الرازي: سمعت أبا نعيم يقول: لا يسوى حديثه فلسين.[1]
- قال أبو حاتم: كثير الوهم ليس بالقوى، يكتب حديثه ولا يحتج به، وهو قريب من ابن أبي حبيبة.[1]
- قال البخاري: كثير الوهم.[1]
- قال النسائي: ضعيف.[1]
- قال أبو أحمد بن عدى: ومع ضعفه يكتب حديثه.[1]
- قال الثوري :إبراهيم الخوزي عندي اصلح منه إبراهيم بن إسماعيل بن مجمع [4]
- قال الحاكم أبو أحمد: ليس بالمتين عندهم.[5]
- قال أبو داود: ضعيف متروك الحديث، سمعت يحيى يقوله.[5]
- قال ابن حبان: كان يقلب الأسانيد ويرفع المراسيل.[5]

## شيوخه
- جعفر بن عمرو بن جعفر بن عمرو بن أمية الضمرى
- سالم بن عبد الله بن عمر
- صالح بن كيسان
- طليق بن عمران بن حصين
- أبى الزناد عبد الله بن ذكوان
- عبد الله بن واقد بن عبد الله بن عمر
- عبد الرحمن بن خلاد
- عبد الكريم بن مالك الجزري
- عثمان بن كعب القرظى
- عمرو بن دينار
- محمد بن كعب القرظى
- أبى الزبير محمد بن مسلم بن تدرس المكي
- محمد بن مسلم الزهري
- هشام بن عروة
- وهب بن كيسان
- يحيى بن سعيد الأنصاري
- يحيى بن عباد بن جارية القينى
- يعقوب بن مجمع بن جارية الأنصاري
- أبى وجزة السعدي

## تلاميذه
- حاتم بن إسماعيل
- عبد الله بن جعفر بن نجيح، والد على ابن المديني
- عبد الله بن موسى التيمى
- عبد الحميد بن عبد الرحمن الحمانى
- عبد العزيز بن أبي حازم
- عبد العزيز بن محمد الدراوردى
- عبيد الله بن موسى العبسى
- على بن مجاهد
- فضالة بن يعقوب بن معن الأنصاري
- أبو نعيم الفضل بن دكين
- محمد بن فليح بن سليمان
- وكيع بن الجراح
- يحيى بن نصر بن حاجب
- يونس بن بكير